# Jörgen Ehrensvärd
Gustaf Jörgen Ehrensvärd, född 6 maj 1932 i Stockholm, död 11 januari 2024, var en svensk greve, lantmästare och godsägare till Tosterups slott. Han var son till generalen greve Carl August Ehrensvärd.

## Biografi
Jörgen Ehrensvärd avlade studentexamen 1953 vid Sigtunaskolan. 1955 avlade han reservofficersexamen och placerades i reserven vid Södra skånska regementet (P 7). Han befordrades så småningom till graden kapten. Ehrensvärd blev 1957 ägare till Tosterups slott i Skåne och 1959 avlade han lantmästarexamen. Han var ordförande för Tosterups kyrkostämma.
Jörgen Ehrensvärd var ledamot av Kungliga Skogs- och Lantbruksakademien (från 1987 i Jordbruksavdelningen) och Kungliga Patriotiska Sällskapet från 1991.

## Familj
Jörgen Ehrensvärd tillhörde den grevliga ätten Ehrensvärd nr 113. Han var son till generalen greve Carl August Ehrensvärd och grevinnan Gisela von Bassewitz och sonson till amiralen greve Carl August Ehrensvärd. Han gifte sig den 21 september 1962 med friherrinnan Gunilla Banér (född 1939), dotter till friherre Jan Banér och Ewa von Eckermann. De fick två döttrar och en son. Sonen, greve Jan Ehrensvärd, är den nuvarande ägaren till Tosterups slott.

## Utmärkelser
- Hans Majestät Konungens medalj av 8:e storleken i serafimerordens band, 1998.[2]
- Rättsriddare av Johanniterorden i Sverige.